# Torch Singer
Torch Singer és una pel·lícula estatunidenca d'Alexander Hall i George Somnes estrenada el 1933.
Drama musical que compta amb excel·lents cançons de Ralph Rainger i Leo Robin com "The Torch Singer" i "Don't Be a Cry Baby". Acompanyant a Claudette Colbert al capdavant del repartiment es troba l'austríac Ricardo Cortez (1899-1977), un secundari que va començar la seva carrera en el cinema mut i que després en el sonor va tenir alguns èxits com Symphony of Six Million (1932) i Frisco Kid (1935), retirant-se de la pantalla gran el 1958 després de rodar L'últim hurra.

## Argument
De dia, Sally Trent és la presentadora d'un programa radiofònic dedicat al món infantil. La seva afició pel cant i el ball fa que de nit es transformi en una estrella de cabaret. Però ella té un gran dolor al seu cor: no haver pogut trobar encara la seva filla, donada en adopció fa anys, quan Sally no podia mantenir-la.

## Repartiment
- Claudette Colbert: Sally Trent/Mimi Benton
- Ricardo Cortez: Tony Cummings
- David Manners: Michael 'Mike' Gardner
- Lyda Roberti: Dora Nichols
- Baby LeRoy: Bobby, el bebè de Dora amb 1 any
- Charley Grapewin: Andrew 'Juddy' Judson
- Sam Godfrey: Harry, el locutor
- Florence Roberts: Mare Angelica
- Virginia Hammond: Sra. Julia Judson
- Mildred Washington: Carrie, l'empleada de casa de Mimi
- Cora Sue Collins: Sally als 5 anys
- Helen Jerome Eddy: Miss Spaulding
- Albert Conti: Carlotti
- Ethel Griffies: Agatha Alden